# Virreinato de Pskov
El virreinato de Pskov (en ruso: Псковское наме́стничество) fue una división administrativa (un naméstnichestvo) del Imperio ruso, que existió entre 1777 y 1796. La capital del virreinato se encontraba en Pskov. Tanto el predecesor como el sucesor del virreinato fue la gobernación de Pskov. En términos de la división administrativa moderna de Rusia, el área del virreinato se divide actualmente entre los óblasts de Pskov, Leningrado, Tver y Nóvgorod. 

## Historia
La gobernación de Pskov con capital en la ciudad de Opochka se estableció en 1772 para administrar vastas áreas transferidas al Imperio ruso como resultado de la primera partición de Polonia. La gobernación era demasiado grande para una gobernanza práctica, y en 1776, se dividió en las gobernaciones de Pskov (con capital en Pskov) y de Pólotsk. Según la línea general de las reformas administrativas de Catalina la Grande, el 23 de agosto de 1777 la gobernación se transformó en virreinato. Simultáneamente, Luga (recién fundada), Jolm y Novorzhev (anteriormente Arshanski Stan) obtuvieron el estatus de ciudad, e Izborsk, aunque retuvo el estado de la ciudad, dejó de ser el centro de un uyezd. El virreinato se subdividió en diez uyezds:
- Pskov
- Gdov
- Jolm
- Luga
- Novorzhev
- Opochka
- Ostrov
- Pórjov
- Toropets
- Velíkiye Luki

El 11 de noviembre de 1777, los uyezds de Gdov y Luga fueron transferidos a la gobernación de San Petersburgo, y el 7 de junio de 1782 el uyezd de Pechory se estableció dividiendo el de Pskov.
En 1796, Pablo I realizó una nueva reforma administrativa. Los uyezds de Jolm, Novorzhev y Pechory fueron abolidos, y el virreinato se transformó en la gobernación de Pskov con sus mismas fronteras.

## Gobernadores
La administración del virreinato fue realizada por un naméstnik (virrey) y controlada por un gobernador general. Los gobernadores del virreinato de Pskov fueron:
- 1777: Khristophor Romanovich Nolken;
- 1778-1781: Pavel Dmitriyevich Mansurov;
- 1781-1785: Alexey Nikitovich Kozhin;
- 1785-1788: Ivan Alfyorovich Pol;
- 1788-1796: Khariton Lukich Zuyev.

Los namestniks fueron:
- 1778-1781: Yakov Yefimovich Sivers (Jacob Sievers);
- 1792-1793: Ivan Andreyevich (Otto Heinrich) Igelstrom;
- 1793-1795: Grigory Mikhaylovich Osipov.